# Oedalea freyi
Oedalea freyi är en tvåvingeart som beskrevs av Chvala 1983. Oedalea freyi ingår i släktet Oedalea och familjen puckeldansflugor.
Artens utbredningsområde är Finland. Arten har ej påträffats i Sverige. Inga underarter finns listade i Catalogue of Life.